# Theodor Schreiber

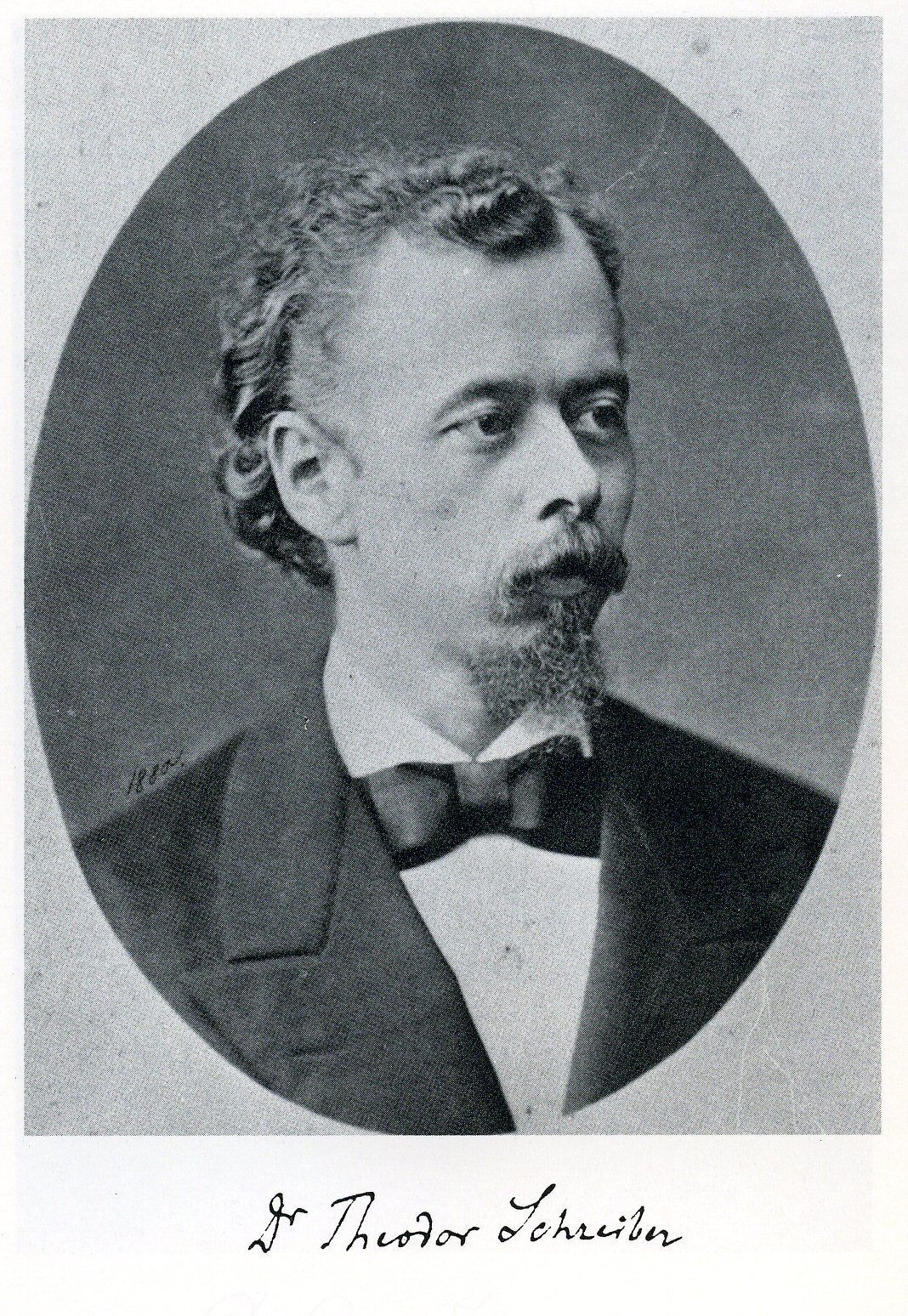
Porträt Schreibers aus dem Jahr 1876 und seine Signatur

Georg Theodor Schreiber (* 13. März 1848 in Strehla; † 13. März 1912 in Leipzig) war ein deutscher Klassischer Archäologe, Kunsthistoriker und Denkmalschützer. Er war von 1885 bis 1911 außerordentlicher Professor für Archäologie an der  Universität Leipzig sowie von 1886 bis zu seinem Tod Direktor des städtischen Museums in Leipzig.

## Leben
Theodor Schreiber war Sohn eines Leipziger Druckers. Er besuchte zunächst die Bürgerschule, später das Thomas-Gymnasium und begann nach dem Abitur 1868 mit dem Studium der Archäologie, Geschichte und Philosophie an der Universität Leipzig. Klassische Philologie hörte er bei Friedrich Ritschl und Alfred Schöne, in seinem Hauptfach Archäologie wurde Johannes Overbeck Lehrer und prägende Gestalt. 1872 wurde Schreiber bei Overbeck mit der Arbeit Quaestionum de artificum aetatibus in Plinii naturalis historiae libris relatis specimen zu den Problemen der Quellen der kunstgeschichtlichen Bücher in der Naturalis historia Plinius’ des Älteren promoviert. 1874 erhielt er gemeinsam mit Leopold Julius, Carl Robert und Rudolf Weil das Reisestipendium des Deutschen Archäologischen Instituts und konnte damit Italien bereisen. In Rom hielt sich Schreiber ein Jahr auf und beteiligte sich an den Arbeiten der von Wilhelm Henzen und Wolfgang Helbig geleiteten Abteilung Rom des Archäologischen Instituts des Deutschen Reiches. Kurzzeitig war er danach Hauslehrer in Palermo. Ferner konnte er 1876 Griechenland und dort vor allem Athen bei einem Kurzbesuch erkunden. Anschließend blieb er im Auftrag des Archäologischen Instituts nochmals für einige Zeit in Rom, wo er die Sammlung Ludovisi katalogisierte.
Ende 1877 kehrte Schreiber nach Leipzig zurück. Zwei Jahre später erfolgte die Habilitation mit einer Arbeit über Apollon Pythoktonos. Ein Beitrag zur griechischen Religions- und Kunstgeschichte. Danach wurde Schreiber Privatdozent in Leipzig, 1885 wurde er zum außerordentlichen Professor ernannt. Seit 1886 war er zudem Leiter des Städtischen Kunstmuseums in Leipzig und Kustos des Leipziger Kunstvereins. Alle drei Positionen behielt er bis zu seinem Tode, wenngleich beruflich die Denkmalpflege sein Hauptbetätigungsfeld wurde, während er wissenschaftlich vor allem archäologisch tätig war. Reisen führten ihn nach England, Frankreich und in den Orient. Die berühmte, im Herbst 1898 begonnene, Expedition unter der Leitung Ernst von Sieglins nach Ägypten wurde von Schreiber initiiert. In Alexandria fand er Unterstützung bei Johannes Schiess. Zwischen 1898 und 1902 leitete er mit Unterbrechungen die Ausgrabungen. Die hohen Belastungen des Doppelamtes waren mitverantwortlich für den frühen Tod Schreibers im Alter von 64 Jahren. Er war Mitglied der Sächsischen Akademie der Wissenschaften und des Deutschen Archäologischen Instituts. Zudem war er Geheimer Hofrat und Ritter I. Klasse des Herzoglich-Sächsisch-Ernestinischen Hausordens.
Zunächst hatte Schreiber Probleme, da er in Overbeck einzig einen akademischen Lehrer in der Archäologie hatte und somit nur einseitig ausgebildet war. Erst die Reise nach Italien konnte den noch begrenzten Horizont des jungen Wissenschaftlers maßgeblich erweitern. Seit er Mitte der 1880er-Jahre in verantwortungsvollen Positionen war, nahm er nachhaltig Einfluss auf die Geschicke insbesondere der Denkmalpflege. So war er etwa für die Rettung der Wandbilder des alten Kreuzganges der Leipziger Universität verantwortlich. Seine Arbeiten zur Archäologie galten, seit er die Sammlung Lodovisi katalogisiert hatte, insbesondere der Plastik. In einer Studie widmete er sich erfolgreich der Athena Parthenos und ihren Nachbildungen, als weniger geglückt gelten seine Rekonstruktionsversuche der Wandgemälde des Polygnot, bei denen Carl Robert mit seinen Studien als erfolgreicher angesehen wird.
Schreibers nachhaltige Bedeutung rührt jedoch von seiner Beschäftigung mit den hellenistischen Denkmälern her, die in dieser Zeit dank der Ausgrabungen von Carl Humann und Alexander Conze vor allem aus Pergamon in größerer Zahl bekannt wurden. Doch ging er in seinen Studien zunächst nicht von den archäologischen Funden aus, sondern von den philologischen Quellen. „In einer genialen Antizipation von Ergebnissen der philologischen Forschung“ (Ulrich Hausmann) versuchte er, den besonderen Anteil der ptolemäisch-alexandrinischen Kunst an der hellenistischen Kunst und Kultur herauszustellen. Vielfach wurde er dabei für seine zu weit gehenden Schlüsse kritisiert, andererseits haben sich nach neueren Befunden und Forschungen viele seiner Theorien als richtig herausgestellt. Als erster stellte Schreiber beispielsweise fest, dass der Kairener Gallierkopf trotz Bezügen zum „pergamenischen Barock“ ein Werk der ptolemäischen Kunst war. Die zum Teil negativen Züge eines von Franz Studniczka verfassten Nachrufs gelten heute als überzogen und viele von Schreibers Arbeiten werden heute viel positiver gesehen als zu seinen Lebzeiten.

## Schriften (Auswahl)
- Quaestionum de artificum aetatibus in Plinii naturalis historiae libris relatis specimen, Dissertation Leipzig 1872 Digitalisat.
- Die antiken Bildwerke der Villa Ludovisi in Rom, Leipzig 1880 Digitalisat.
- Die Athena Parthenos des Phidias und ihre Nachbildungen. Ein Beitrag zur Kunstgeschichte, Leipzig 1883.
- Unedirte römische Fundberichte aus italienischen Archiven und Bibliotheken, Breitkopf & Härtel, Leipzig 1885.
- Altertum, Leipzig 1885 (Kulturhistorischer Bilderatlas, Bd. 1).
- Die Wiener Brunnenreliefs aus dem Palazzo Grimani. Eine Studie über das hellenistische Reliefbild mit Untersuchungen über die bildende Kunst in Alexandrien, Seemann, Leipzig 1888.
- Die alexandrische Toreutik. Untersuchungen über die griechische Goldschmiedekunst im Ptolomäerreich, Leipzig 1894.
- Die Wandbilder des Polygnotos in der Halle der Knidier zu Delphi, Leipzig 1897.
- Die Wandbilder des Kreuzganges der alten Universität Leipzig nach Durchzeichnungen über den Originalen im Auftrag des Akademischen Senates der Universität Leipzig und mit Genehmigung des Königlich Sächsischen Ministeriums des Kultus und öffentlichen Unterrichts, Meisenbach Riffarth & Co., Leipzig 1909
- Griechische Satyrspielreliefs, Teubner, Leipzig 1909 (Abhandlungen der Philologisch-Historischen Klasse der Königlich-Sächsischen Gesellschaft der Wissenschaften, Bd. 27, Nr. 22)